# Hawkeye Whitney
Charles Vincent Whitney, detto Hawkeye (Washington, 22 giugno 1957), è un ex cestista statunitense, professionista nella NBA.

## Carriera
Venne selezionato dai Kansas City Kings al primo giro del Draft NBA 1980 (16ª scelta assoluta).